# 侯活·韋健遜
侯活·韋健遜，OBE（Howard Wilkinson，1943年11月13日—）是一名前英格蘭足球員和領隊，他的兒子賓·韋健遜（Ben Wilkinson）亦是一名足球員，效力約克城。

## 球員生涯
韋健遜曾效力錫周三、白禮頓和波士頓聯，他在波士頓聯時以球員身份兼任領隊，並於諾士郡展開其全職領隊的生涯。

## 領隊生涯

### 諾士郡
1982/83球季，韋健遜協助傳奇領隊占美·施維爾（Jimmy Sirrel）執教諾士郡，並成功帶領球隊升上頂級聯賽。

### 錫周三
1983—88年，韋健遜擔任錫周三的領隊，在韋健遜任教的首季，錫周三便升上頂級聯賽，錫周三在韋健遜離去4年後降班。

### 列斯聯
韋健遜的領隊生涯在列斯聯到達顛峰，1988年成為這支西約克郡球隊的領隊後，於1989/90球季韋健遜羅致史特根等猛將下，勇奪乙組聯賽冠軍，升級上甲組聯賽。韋健遜帶領球隊升級後，未有得意忘形，反而迅速購入麥亞里士打和約翰·盧傑斯（John Lukic）等球員，並從青年隊提拔了史必和大衛·碧提（David Batty）去壯大球隊的實力。當季，列斯聯以第4名完成賽事。1992年，列斯聯贏得改制英超前最後一個甲組聯賽冠軍，直至2007年，韋健遜是最後一名英格蘭籍領隊帶領球隊奪得英格蘭聯賽冠軍，除了贏得甲組冠軍外，韋健遜更帶領球隊於同年以4-3擊敗利物浦而奪得慈善盾，然而，列斯聯並不能適應英超，屢季在下游徘徊，1996/97球季，列斯聯頭場對曼聯賽事中，以4-0落敗，韋健遜賽後迅即被解僱。

### 英格蘭
離開列斯聯後，韋健遜成為英格蘭足球總會的技術主管，並先後於1999年和2000年擔任英格蘭的臨時領隊，除此之外，韋健遜亦曾擔任英格蘭U21的領隊。

### 新特蘭
2002年，韋健遜離開英格蘭足球總會，轉為擔任新特蘭領隊。然而，新特蘭在英超取得當時最低的19分完成整個賽季（後來被打比郡於2008年被打破），最終韋健遜於2003年3月被解僱。

### 上海申花
2004年3月，韋健遜與上海申花簽訂“3+7”的工作合同，成為申花隊的主教練，但在当年4月22日亚冠联赛小组赛与磐田喜悦的比赛后与申花高层发生矛盾，同年5月11日便因私人理由離職，未能赶及首届中超联赛。

### 現時
2004年10月，韋健遜成為李斯特城的一隊教練。2004年12月，韋健遜成為諾士郡的非執行董事，於2006年6月到2007年9月間任技術總監，其後完全脫離諾士郡。2009年1月9日獲委為錫周三非受薪足球顧問，2010年5月17日韋健遜以義務形式接任受到財困兼降班英甲的錫周三的臨時主席。
韋健遜現在是英格蘭足球聯賽領隊協會（League Managers Association）的主席。